# Un étrange rendez-vous
Pour plus de détails, voir Fiche technique et Distribution.
Un étrange rendez-vous (Mystery Date) est un film américain réalisé par Jonathan Wacks, sorti en 1991.

## Synopsis
Tom McHugh n'a qu'une obsession : obtenir un rendez-vous avec sa jolie voisine. Pour ce faire, il va tout tenter avec l'aide de son frère. Mais rien ne va se passer comme prévu...

## Fiche technique
- Titre original : Mystery Date
- Titre français : Un étrange rendez-vous
- Réalisation : Jonathan Wacks
- Scénario : Parker Bennett et Terry Runte
- Photographie : Oliver Wood
- Montage : Tina Hirsch
- Musique : John Du Prez
- Production : Cathleen Summers
- Pays d'origine : États-Unis
- Format : Couleurs - 1,85:1 - Mono
- Genre : Comédie romantique
- Durée : 97 minutes
- Date de sortie : 1991

## Distribution
- Ethan Hawke : Tom McHugh
- Teri Polo : Geena Matthews
- Brian McNamara : Craig McHugh
- Fisher Stevens : Dwight
- BD Wong : James Lew
- Tony Rosato : Sharpie
- Don S. Davis : Doheny
- James Hong : Fortune Teller
- Victor Wong : Janitor
- Ping Wu : Vince
- Duncan Fraser : Crully
- Jerry Wasserman : le détective Al Condon
- Terry David Mulligan : M. McHugh
- Merrilyn Gann : Mme McHugh
- Stephen Chang : Ben
- Russell Jung : Jerry
- Michele Little : Stella
- Allan Lysell : M. Lusky
- Donna Lysell : Mme Lusky
- Keith Beardwood : M. Culp
- Sharlene Martin : Suzette
- Celia Martin : Sandy
- Ian Black : le chauffeur de limousine
- Karen Campbell : Suzy
- Sean Orr : Aldo
- Dave 'Squatch' Ward : Earl
- Peter Williams : le barman
- Constance Barnes : Bonna
- Todd Duckworth : le flic en moto